# شيرمن
شارمين هي علامة تجارية أمريكية لورق التواليت تصنعها شركة بروكتر أند غامبل.

## التاريخ
تأسست شارمين لأول مرة في 19 أبريل 1928 من قبل شركة هوبيرج للورق في جرين باي، ويسكونسن. في عام 1950، غيرت شركة هوبيرج اسمها إلى شركة شارمين للورق واستمرت في إنتاج مناديل الحمام والمناديل الورقية والمنتجات الورقية الأخرى. استحوذت شركة بروكتر آند جامبل على شركة شارمين للورق في عام 1957.
في عام 2008، باعت شركة بروكتر آند جامبل العمليات الأوروبية وخط الإنتاج لشركة إس سي إيه، حيث تمت إعادة تسميتها إلى إيزيتي.

## الدعاية والإعلان
في الأصل، أرادت الشركة المصنعة التأكيد على نعومة المنتج، لكنها لم تكن تعرف كيف تنقل فكرة هذا الإحساس الجسدي على شاشة التلفزيون. اقترحت وكالة الإعلان في الشركة تشجيع المتسوقين على الضغط على المنتج في المتاجر مثل متسوق البقالة من شأنه الضغط على الطماطم لتقييم نعومتها، ولكن كان هناك بعض القلق من أن تجار التجزئة سيعارضون التعامل مع العملاء بضائعهم وبالتالي إتلافها قبل الشراء. تم حل المشكلة بمفهوم أن التعامل مع العملاء الهزليين العدائيين في الإعلانات التجارية سيثبط التعامل بشكل نشط. في حملة إعلانية استمرت أكثر من عشرين عامًا، تميزت الإعلانات الأمريكية بالممثل ديك ويلسون، الذي لعب دور البقال الخيالي السيد جورج ويبل. قال السيد ويبل لعملائه، «من فضلك لا تضغط على Charmin!»، مشددًا على نعومته في أكثر من 500 إعلان تجاري بين عامي 1964 و 1985.
أغنية الكنتري "Don 'Squeeze My Sharmon"، التي حققت نجاحًا طفيفًا لتشارلي ووكر في عام 1967، مستوحاة من الحملة الإعلانية لـ Charmin.  
كان Charmin Ultra يُسمى في الأصل الغيمة البيضاء حتى عام 1993.

### جالب الحظ
في عام 1928، كانت تعويذة الشعار صورة ظلية لأنثى،  استكملها طفل في عام 1953، واستبدلت المرأة بحلول عام 1956.
في الإعلانات التجارية، تم استبدال السيد ويبل في نهاية المطاف بـ "The Charmin Bear"، الذي أنشأه D'Arcy Masius Benton &amp; Bowles في بريطانيا، وتم تقديمه إلى الولايات المتحدة في عام 2000. لم يكن الدب الأصلي متحركًا ثلاثي الأبعاد وكان لونه بني فاتح / أسمر.
في عام 2001، تمت إضافة ثلاثة أشبال إلى الأسرة، وبحلول عام 2007 تم تقديم دب أزرق للعلامة التجارية «الناعمة» ودب أحمر للعلامة التجارية «القوية»، التي كان لديها زوجات في وقت لاحق، وثلاثة أشبال.
الحملة الإعلانية الجديدة للرسوم المتحركة كانت تسمى «نداء الطبيعة».
في عام 2010، غيرت الشركة الشعار لإضافة قطع ورق تواليت لأعقاب الدببة في الشعار. عائلة «تشارمين بيرز»  هي عائلة جماعية من الآباء والأطفال.
في البداية كان هناك عائلة واحدة من الدببة البنية، مع ليونارد الدب  برفقة مولي،  بيل،  آمي وديلان.
تم تقسيم هذا في وقت لاحق إلى عائلات متميزة من الدببة، خمسة منها زرقاء تسمى "Charmin Ultra Soft Family" وخمسة أخرى حمراء تسمى "Charmin Ultra Strong Family".
في عام 2006، فتحت Charmin دورات مياه عامة في ميدان التايمز بمدينة نيويورك. الموقع الآن متجر ديزني جديد. كانت الراحة في الحصول على دورات مياه نظيفة في تايمز سكوير خلال موسم عيد الميلاد فكرة جديدة.  

## تأثير بيئي
في فبراير 2009، نصحت غرينبيس المستهلكين بعدم استخدام ورق التواليت Charmin ، مشيرة إلى أنها ضارة بالبيئة.
اعتبارًا من 2018، تم اعتماد Charmin من قبل مجلس الإشراف على الغابات وتحالف الغابات المطيرة 
أصدر مجلس الدفاع عن الموارد الطبيعية (NRDC) و stand.earth تقريرًا في عام 2019 يفيد بأن ورق التواليت Charmin لا يزال يتم الحصول عليه من أشجار عذراء بنسبة 100 بالمائة، وكثير منها من الغابات الشمالية في كندا. بحلول نوفمبر 2019، ادعى مجلس الدفاع عن الموارد الطبيعية أن 201000 شخص قد وقعوا على التماسها لشركة بروكتر أند غامبل يطلبون من الشركة تغيير ممارساتها.

## روابط خارجية
- موقع Charmin
- Free Charmin Extender لإبقاء Charmin Mega Roll بعيدًا عن حوامل ورق التواليت المريحة نسخة محفوظة 15 أغسطس 2011 على موقع واي باك مشين.